# フレデリック・ジョン・ウォーカー
キャプテン・フレデリック・ジョン・ウォーカー (Frederic John Walker、CB, DSO&Three Bars, RN、1896年6月3日 – 1944年7月9日) はイギリス海軍士官。最終階級は大佐。
第2次世界大戦中、大西洋の戦いを通じて、最も成功した対潜戦指揮官の1人である。同名のウィスキーに倣い、「ジョニー・ウォーカー」 (Johnnie Walker) の名で知られた。

## 来歴
ジョン・ウォーカーはイギリスの港湾都市、デヴォン州プリマスにて、フレデリック・マレーとルーシー・セライナ (旧姓 Scriven)・ウォーカーの子として生まれた。
彼はデヴォン州ダートマスの海軍兵学校に進み、優秀な成績を収める。最初の勤務は、弩級戦艦「エイジャックス」 (HMS Ajax) の士官候補生として、1916年に駆逐艦「マーメイド」 (HMS Mermaid) の、1917年に駆逐艦「シェパードン」 (HMS Sarpedon) の中尉として乗船した。第1次世界大戦の終結に伴い、ウォーカーはクイーン・エリザベス級戦艦「ヴァリアント」 (HMS Valiant) へと向かった。ジェシカ・アイリーン・ライダー・ストバートと結婚し、3人の子供を儲けた。

## 戦間期、1920年代-1930年代
戦間期、ウォーカーは対潜戦を自らの専門分野とした。1924年ドーセット州ポートランドにて設立された対潜学校「HMSオスプレイ」 (HMS Osprey) のコースに入校する。ウォーカーはこの形態の海戦におけるエキスパートの一人として、この分野を専門とするポストにつき、いくつかの主力艦にて従事した。1933年5月、彼は中佐に昇進し、第一次世界大戦中に建造された駆逐艦「シカリ」(HMS Shikari, D85)を担当した。1933年12月、ウォーカーは中国艦隊所属のショアハム級スループ「ファルマス」 (HMS Falmouth, L34) を指揮。1937年4月、ウォーカーは「HMSオスプレイ」の司令官 (Experimental Commander) になった。

## 第2次世界大戦

### 1939年-1941年
1939年の第2次世界大戦勃発時、ウォーカーは軍人としてのキャリアを終えるかに思われた。中佐から大佐への昇進を断念し、実際に早期退役を待つ身であった。だが、1940年に退役猶予が与えられると、サー・バートラム・ラムゼー中将の参謀長に任ぜられた。
しかしながら、大西洋の戦いにおいて不可欠である対潜戦についての専門知識を持ち合わせていたにもかかわらず、ウォーカーは指揮権を与えられないままだった。彼のその任期中、フランス戦の敗北によりイギリス海外派遣軍 (British Expeditionary Force, BEF) をダンケルクから撤退させる作戦 (ダイナモ作戦) が行われた。330,000人のイギリス軍・フランス軍将兵のイギリス本土への救出をもって、その撤退作戦は奇跡的に成功した。撤退作戦での功績により、ウォーカーは柏葉敢闘章 (MID) を授かる。

### 対潜戦の指揮

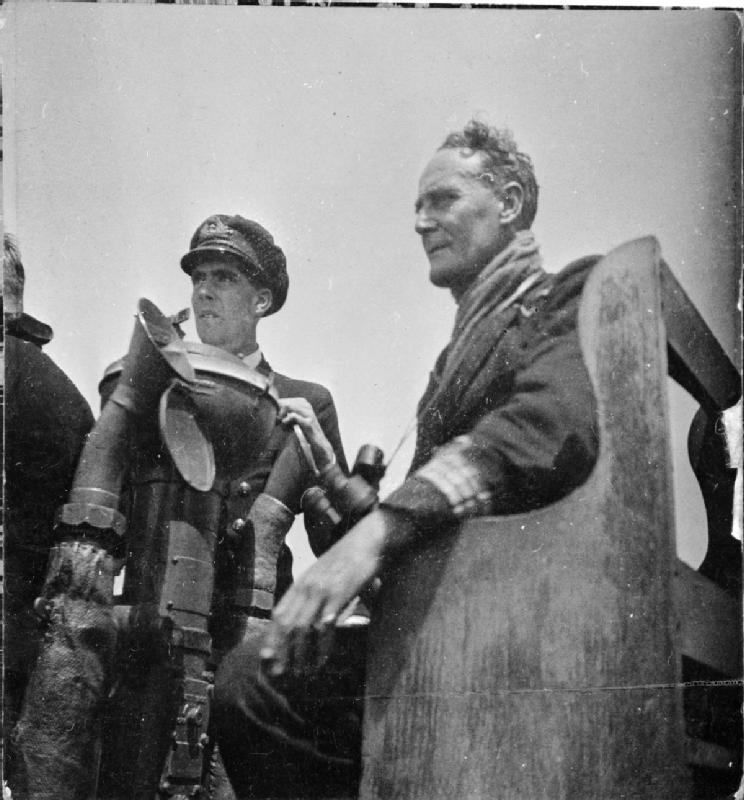
スループ「スターリング」 (HMS Starling) 艦橋で指揮を執るウォーカー

1941年10月、ウォーカーは指揮権を授かると、第36護衛グループを、ビターン級スループ「ストーク」 (HMS Stork, L81) から指揮を執った。この護衛群は2隻のスループ (「ストーク」及び「デトフォード」) と6隻のコルベットからなり、ウェスタンアプローチ管区司令部のあるリヴァプールを拠点とした。はじめ、主にジブラルタルを往来する護送船団を護衛する任務に就いた。
Uボートの脅威に対する、彼の革新的な戦術が初めて試されたのは、32隻で構成されたHG76船団を護衛した時であった。その航程において沈められた5隻のUボートのうち、12月19日にウォーカーの「ストーク」が爆雷と体当たりで沈めた「U-574」を含む4隻はウォーカーの護衛グループによる戦果であった。HG76船団護衛におけるイギリス海軍の損失は、護衛空母「オーダシティ」 (HMS Audacity, D10) 、駆逐艦「スタンレイ」 (HMS Stanley, I73) と2隻の商船であった。 この戦闘は大西洋の戦いにおける、輸送船団初の勝利とされる。
1942年1月6日、殊功勲章 (DSO) を受勲する。「恐るべき敵からの攻撃に晒された、我が国にとって貴重な護送船団を護衛し、その間、我らの部隊により彼らの潜水艦と航空機を破壊した、その勇気、手腕、そして決断力」 ("For daring, skill and determination while escorting to this country a valuable Convoy in the face of relentless attacks from the Enemy, during which three of their Submarines were sunk and two aircraft destroyed by our forces") がその理由であった。彼の隷下であった第36グループは、さらに少なくとも3隻のUボートを沈めることに成功した。1942年6月30日にウォーカーは大佐へ昇進し、翌7月、彼のDSOに最初の飾板を与えられた。

### 新対潜戦術の確立

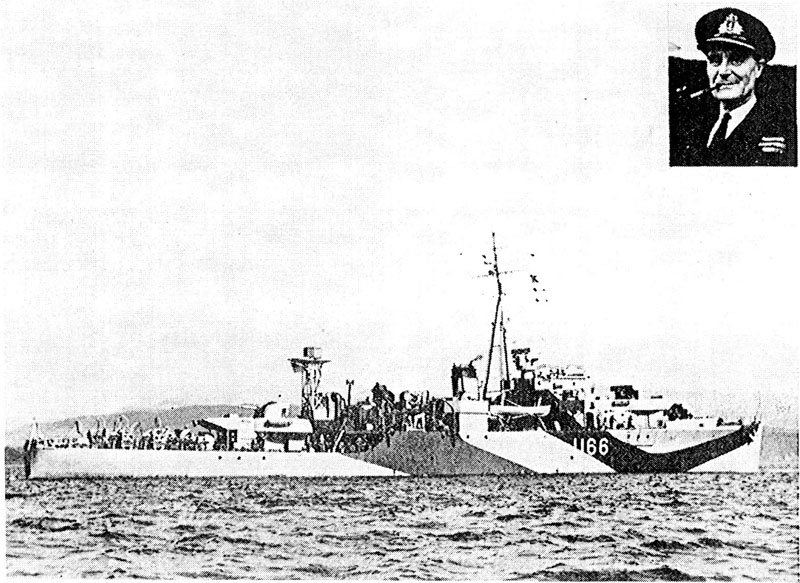
スループ「スターリング」

1942年10月、ウォーカーは第36護衛グループを離れ、リヴァプール戦隊司令となる。
1943年、彼は最終的に6隻のスループ型砲艦からなる第2支援グループの指揮官となり、船団指揮官として復帰する。 ウォーカーは新型の改ブラックスワン級スループ「スターリング」(HMS Starling, U66)から指揮を執った。 この支援群は船団を護衛することで行動を制限されるというよりも、船団の対潜能力の強化を目的としていた。ウォーカーはウェスタンアプローチ管区司令長官マックス・ホートン大将にその革新的な新戦術を提案していた。ウォーカーのようなカリスマ性のある対潜戦のスペシャリストと、その下の部隊との連携は、強い力となった。基地への帰還時に船上のタンノイ製スピーカーで「狩りにゆきましょう」 (A Hunting We Will Go) を演奏したという逸話があり、彼のカリスマ性の現れともされる。

### 1943年-1944年

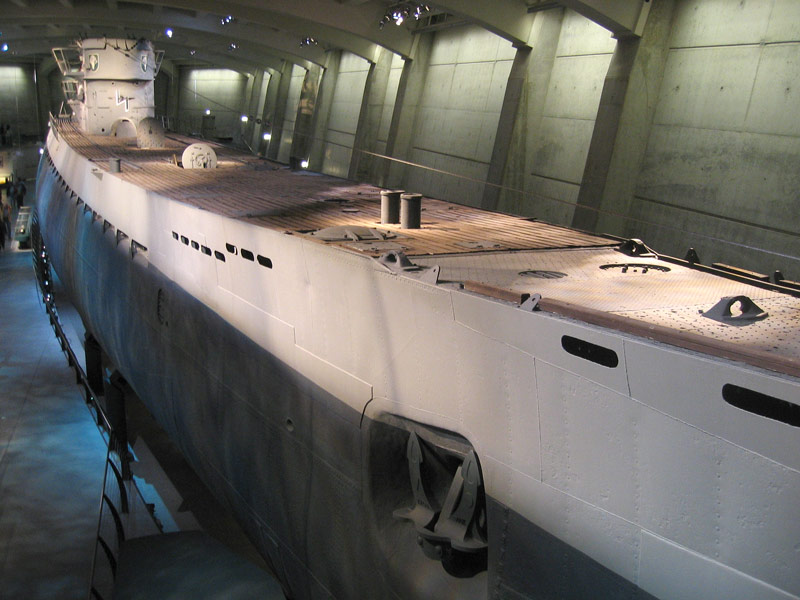
IX型Uボート

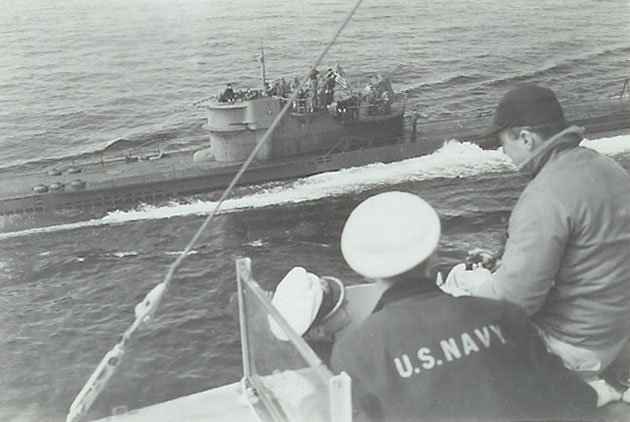
X型Uボート

1943年6月、ウォーカーは自らの艦である「スターリング」によって、2隻のUボートを沈没させる功を挙げた。6月2日、「U-202」を爆雷及び砲撃により、6月24日、「U-119」を対潜爆雷及び激突により沈めたのである。同日、同部隊は、「U-449」を沈めている。
ウォーカーが編み出した最も成功した戦術の一つとして、クリーピング攻撃が挙げられる。これは攻撃中、Uボートとの接敵を保つため2隻の艦船が共に任務にあたるものだった。さらに、これを改善したものとして、爆雷弾幕攻撃がある。これは3隻以上のスループが直線状に並び、対潜爆雷を発射して集中攻撃を加えることで、陸戦において歩兵前方を大砲にて弾幕砲撃する戦法に類似した方法により攻撃するものであった。
7月30日、ウォーカーの部隊はビスケー湾を浮上航行中の3隻のUボートに遭遇する。 内2隻は「ミルヒ・クー」 (乳牛) と呼ばれた補給用潜水艦XIV型であった。彼が「全艦追撃」の信号を掲げると、彼の部隊はそれらを攻撃し、損害を与え、その潜航を防いだ。XIV型「U-462」、IX/C40型「U-504」の2隻はウォーカーの部隊により、XIV型「U-461」はオーストラリア空軍サンダーランド飛行艇により沈められた。
ウォーカーがリヴァプールへ帰還すると、潜水艦「パーシアン」 (HMS Parthian, N75) が地中海にて1943年8月に喪失、彼の息子であったティモシーが同時に戦死したことを知らされた。
1943年9月14日、バス勲章 (CB) を受章する。「大西洋の戦いにおける対潜戦において、H.M.S.スターリングの指揮をした際のリーダーシップ、そして勇気」 ("for leadership and daring in command of H.M.S.Starling in successful actions against Enemy submarines in the Atlantic." ) がその理由である。
1943年11月6日、ウォーカーの部隊は「U-226」と「U-842」を沈める。1944年前半、ウォーカーの部隊はその効率の良さを1回の哨戒中に6隻のUボートを沈めることによって示す。1944年1月31日、ウォーカーの部隊は「U-592」を沈め、その年初めての敵艦撃沈となった。2月9日、彼の部隊は「U-762」、「U-238」及び「U-734」を一交戦中に沈める。さらに、2月11日に「U-424」を、2月19日に「U-264」を沈める。
1944年2月20日、ウォーカーの部隊の1隻である「ウッドペッカー」 (HMS Woodpecker, U08) が魚雷攻撃を受け、その7日後、本国への曳航中に沈没したものの、乗員は全員救出された。彼らは、市民と海軍本部からの興奮と歓喜とともに、リヴァプールの基地へ帰還した。アルバート・ヴィクター・アレクサンダー第一海軍卿はウォーカーたちを歓迎した。ウォーカーはDSOに2個目となる飾板を受勲する。
3月、ウォーカーの部隊は、49隻の輸送船からなる援ソ船団JW58船団の護衛に参加した。32隻の護衛艦艇は、護衛空母2隻と駆逐艦2個戦隊のほか、レンドリース法によりソ連海軍へ貸与されるためにロシアへと向かうアメリカ海軍軽巡洋艦「ミルウォーキー」 (USS Milwaukee, CL-5) も含まれる強力なものであった。
護衛部隊は軽巡洋艦「ダイアデム」 (HMS Diadem, 84) 座乗のフレデリック・ダーリンプル-ハミルトン少将が指揮しており、当初ダーリンプル-ハミルトンはウォーカーの部隊を船団の直衛に留めようとした。しかし、すぐに彼はウォーカーが2個支援グループを指揮して独自行動を執ることを認めた。

1944年、ウォーカー指揮下のスループ「カイト」 (HMS Kite, U87) が爆雷攻撃を行う。

船団での活動初日であった3月29日、ウォーカーの「スターリング」が「U-961」を撃沈。自軍に1隻の損害もなくムルマンスクへ到着する前に、さらに指揮下の部隊は「U-360」と「U-288」の2隻のUボートを沈めた。船団は、復路で36隻のRA58船団に改編された。16隻のUボートが活動中であるとの情報があったが、悪天候の影響で探信儀 (ASDIC) による探知はなかった。
ウォーカーの最後の任務は、D-デイ (ノルマンディー上陸作戦) にてフランスへ上陸せんとする連合国船団をUボートから守ることであった。その2週間、彼は指揮官として成功した。ウォーカーによる船団は1隻のUボートも見逃さず、多くの敵艦を沈没ないしは破損させた。ウォカー隷下の、この一致協力した遂行の間、彼の任務への献身はすさまじいものであった。休む間もない任務を遂行し、その激務は彼の死へと大きくつながる。1944年6月13日、そのDSOに対して3個目の飾板を、1944年6月20日、再びMIDを賜与される。

## 逝去
1944年7月7日、ウォーカーは脳卒中を発症する。その2日後、マージーサイド州シーフォースの海軍病院にて48歳で死去。その死は激務と過度の疲労によるものであるとされる。
葬儀はリヴァプール大聖堂にて執り行われ、約1,000人の者が参列した。海軍将兵たちが並ぶ葬列は、リヴァプールの街路を抜け、ドックへと進んだ。棺は駆逐艦「ヘスペラス」 (HMS Hesperus, H57) に乗せられ、彼のその最後の行路にて水葬に付された。1944年8月1日、先の名誉に対しMIDが授けられた。

## 功績
ウォーカーは第二次世界大戦で最も成功した対潜水艦戦指揮官であったとみなされている。彼は大戦中、様々な艦艇から指揮を執り、その死までに合計20隻のUボートを撃沈したとされている。

## 余話

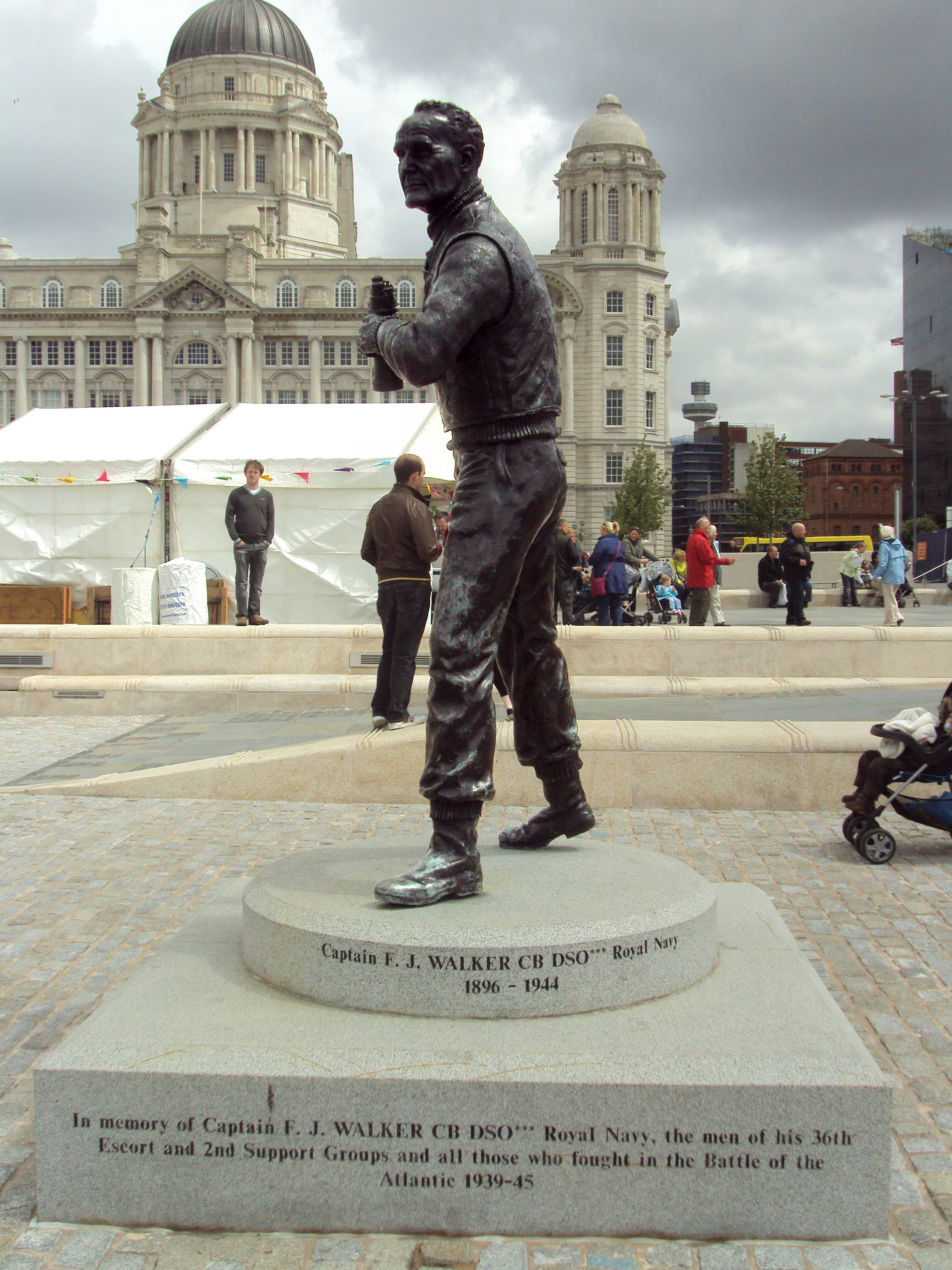
マージー川沿いピアヘッドに立つフレデリック・ジョン・ウォーカーの像

ウォーカーは、大西洋の戦いにおいて、他のイギリス海軍及び連合国海軍指揮官より多くのUボートを沈めた。その手腕は大西洋の戦いにおける勝利への助けとなり、第二次世界大戦において最も重要な指揮官の1人となった。1998年、リヴァプール彫刻家トム・マーフィーによる、典型的なポーズをとったジョニー・ウォーカー大佐の像は、エディンバラ公フィリップ王配によってリヴァプールマージー川沿いのピアヘッドにて公開された。この像のための運動は、キャプテン・ウォーカー同窓協会によって開始された。2003年、この協会のメンバーは、大西洋の戦いの勝利の60周年記念日にて彼らの僚友を祝うために、リヴァプールで集まった。
ジョニー・ウォーカーの孫、パトリック・ウォーカーもまた、イギリス海軍にて勤務している。皮肉にも、彼は潜水艦乗組員として第1潜水戦隊(First Submarine Squadron)の大佐の地位にまで昇級した。パトリックはウォーカー大佐及び彼に奉仕した者に捧げられたキャプテン・ウォーカー同窓協会の会長であるという。